# Bracciano
Bracciano est une commune de la ville métropolitaine de Rome Capitale dans le Latium en Italie.

## Géographie
Bracciano est située à 280 m d'altitude sur la rive sud-ouest du lac de Bracciano, formé par l'ancien volcan Sabatino. Elle est située à 30 km au nord-ouest de Rome et à 30 km à l'est de Civitavecchia, dans la province du Latium.

## Histoire

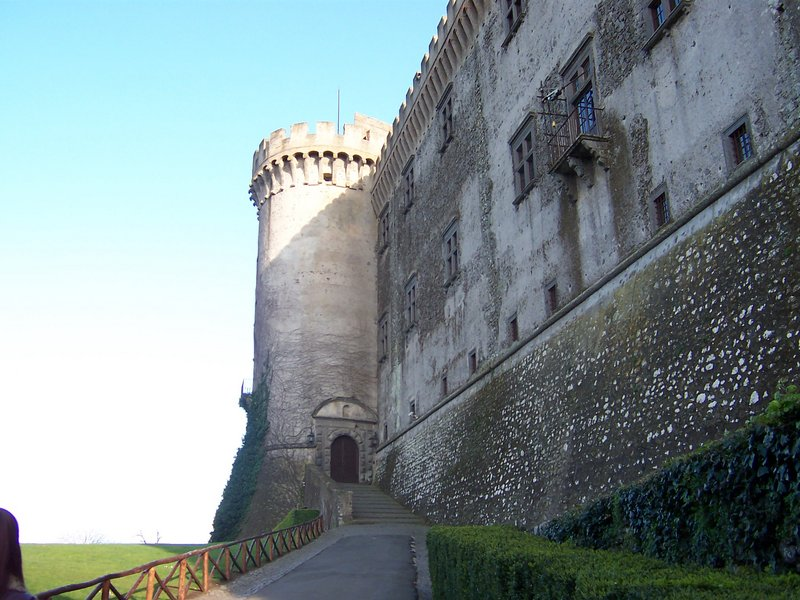
Une vue du château Orsini-Odescalchi.

Déjà peuplé par les Étrusques, puis par les Romains qui la renommèrent Tuscia Romana, Bracciano est mentionnée pour la première fois en 988 comme possession de la famille Prefetti di Vico (it). Très probablement, il s'agissait alors d'un petit village blotti autour d'un donjon (le long du tracé d'un rameau secondaire de la Via Claudia) que les seigneurs du Xe siècle firent édifier pour se défendre des invasions des Sarrasins. Le nom même de Castrum Brachiani témoigne de l'origine militaire du lieu.
Au XIe siècle est bâti autour du donjon un véritable château-fort, qui sera plus tard en grande partie rasé, reconstruit et agrandi.
Ferdinand Gregorovius a daté la possession de Bracciano par les Orsini à 1234. La région devient ensuite la propriété de l'Hôpital romain du Saint-Esprit de Sassia, et en 1375, elle devient possession papale.
En 1419, le Pape Martin V cède le fief de Bracciano aux Orsini de la branche de Tagliacozzo. Sous la direction de cette puissante famille, la cité se développe en une ville florissante, connue dans toute l'Italie pour son château, le Castello Orsini-Odescalchi (it), qui est agrandi dès 1470 par Napoléon Orsini puis son fils Gentil-Virginio. En 1481, il abrite le Pape Sixte IV qui a fui la peste qui frappe Rome. La Sala Papalina dans l'une des tours commémore cet évènement. Quatre années plus tard, le château est toutefois ravagé par les troupes papales commandées par Prospero Colonna. Par la suite, une nouvelle ligne de remparts est construite autour du château et du couvent de Santa Maria Novella (à cette époque encore situé à l'extérieur de la ville).
En 1494, Charles VIII et ses troupes qui marchent sur Rome font halte à Bracciano, ce qui conduit à l'excommunication des Orsini. En 1496, la ville, assiégée par l'armée papale menée par Giovanni, duc de Candie, fils du Pape Alexandre VI Borgia, résiste victorieusement. César Borgia, l'un des autres fils naturels d'Alexandre, échouera également dans sa tentative de prendre la place forte des Orsini quelques années plus tard. Le XVIe siècle est la période de la splendeur de Bracciano. En 1565 le célèbre Paolo Giordano I Orsini, épouse Isabelle de Médicis, fille de Cosme Ier, grand-duc de Toscane, après avoir reçu en 1558 le titre de duc de Bracciano. L'économie se renforce, grâce à l'exploitation du soufre et du fer, la production de tapisseries et de papier. Cette dernière est favorisée par la construction d'un aqueduc dont les ruines sont toujours visibles dans la cité. À cette époque, Bracciano compte quelque 4 500 habitants.

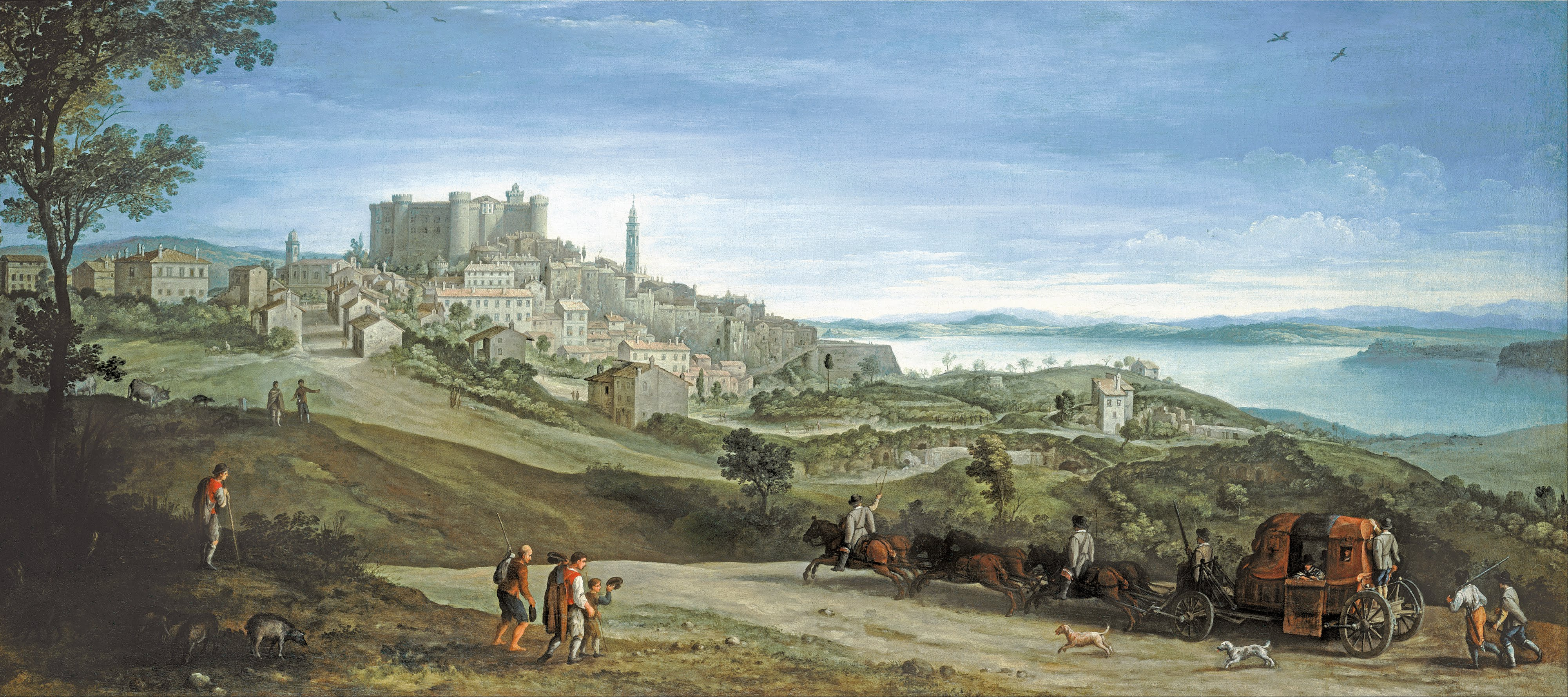
Vue de Bracciano, tableau de Paul Bril conservé à la Galerie d'art d'Australie-Méridionale

Le train de vie des Orsini finit néanmoins par affaiblir l'économie locale. Son dernier grand gouvernant est sans doute Paolo-Giordano II, un protecteur des arts et des lettres qui fait de Bracciano un centre culturel de l'Italie. Le déclin culmine en 1696 lorsque le château est vendu à Livio Odescalchi, neveu du Pape Innocent XI, la famille Odescalchi étant par ailleurs toujours propriétaire du château à l'heure actuelle.
Dans le château richement décoré de fresques sur les frises et les plafonds, les murs blancs paraissent aujourd'hui incongrus, mais lorsque les seigneurs de Bracciano y résidaient, ceux-ci étaient tendus de riches tapisseries colorées.

## Culture

### Monuments et églises

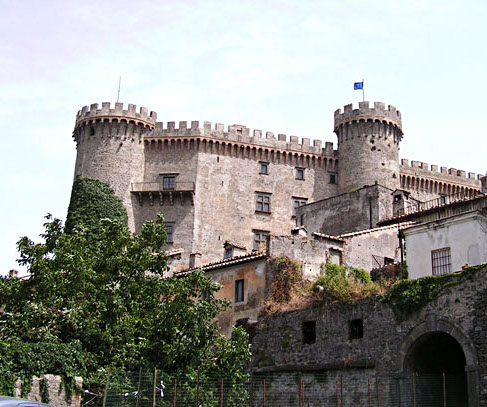
Le château Orsini-Odescalchi.

- Le château Orsini-Odescalchi, est l'un des exemples les plus remarquables de l'architecture militaire de la Renaissance italienne.
- L'église de San Liberato (IXe siècle) se trouve le long de la route menant à Trevignano Romano, à l'emplacement de la colonie romaine de Forum Clodii. Elle est entourée par un jardin d'herbes médicinales, qui fait partie des jardins à l'anglaise de la villa San Librato, dessinés par Russell Page en 1965 pour l'historien d'art le comte Donato Sanminatelli et la comtesse Maria Odescalchi.
- Les ruines d'Aquae Apollinaris formaient un complexe thermal renommé durant l'antiquité romaine[6] ; le site est mentionné sur la table de Peutinger et sur l'Itinéraire d'Antonin. Selon Desjardins, les monnaies trouvées couvrent une suite ininterrompue depuis 2 500 ans av. J.C. jusqu'au IVe siècle[7]. On y a aussi trouvé de nombreux ex-votos et stipis, dont des vases élégants en argent, bronze ou cuivre ; et trois gobelets célèbres dans le monde archéologique, en forme de bornes milliaires, sur lesquels sont gravés toutes les stations de la route suivie par les curistes de Cadix à Rome. Ces gobelets sont, avec l'itinéraire d'Antonin, les seules sources d'information sur les routes d'Espagne[8],[9].

### Musées
À Vigna di Valle se trouve le Musée historique de l'aviation  géré par l'Aeronautica Militare où sont exposés les avions historiques de l'armée de l'air italienne, comme le MC. 202, le Supermarine Spitfire, le Savoia Marchetti S.79, le F-104 Starfighter ou le  Panavia Tornado.

### Lieu de tournage
Des scènes en extérieur du film Mafia Mamma de Catherine Hardwicke ont été tournées à Bracciano.

## Économie
Les activités principales de la ville sont le tourisme, les services et l'agriculture.
Jusqu'au XXe siècle la région était insalubre à cause de la malaria qui y sévissait mais qui est maintenant totalement éradiquée.

## Administration
| Période                                  | Période     | Identité          | Étiquette           | Qualité |
| ---------------------------------------- | ----------- | ----------------- | ------------------- | ------- |
| 17 juin 2002                             | 29 mai 2007 | Patrizia Riccioni | Maison des libertés |         |
| 29 mai 2007                              | En cours    | Giuliano Sala     | Parti démocrate     |         |
| Les données manquantes sont à compléter. |             |                   |                     |         |

### Hameaux
- frazioni : Castel Giuliano, Pisciarelli, Sambuco, Vicarello, Vigna di Valle;
- rioni : Borgo, Cartiere, Monti, Stazione

### Communes limitrophes
Anguillara Sabazia, Bassano Romano, Cerveteri, Manziana, Oriolo Romano, Sutri, Tolfa, Trevignano Romano

### Évolution démographique
Habitants recensés

## Jumelages
- La Marsa (Tunisie)
- Châtenay-Malabry (France)

## Personnalités liées à la commune
- Virginio Orsini (septembre 1572 - 9 septembre 1615), 2e duc de Bracciano.